# 陳兩傳
陳兩傳（1937年11月22日—2024年10月8日），大台北本土派商幫，三重幫陳家班，生於日治台灣臺北州基隆郡萬里（今新北市萬里區），知名企業家，創辦幸福建設與幸福水泥，形成幸福集團。曾任首都客運、永盛紙業公司董事長、欣榮鋼鐵公司監察人、華聲電子公司常務董事、幸聯營造公司董事、德明財經科技大學董事長。

## 生平
陳兩傳早年失學但積極進取、白手起家，1957年開始獨資經營營造業，發展如砂石、紅磚、鋼筋、水泥、預拌混凝土等相關產業，另外並投資電子、造紙、娛樂業，在業界頗具聲望。1970年，與胞弟謝兩家、姐夫林來進及親友共同創辦幸福建設公司，先後在三重、基隆、板橋、新莊、桃園等地規劃興建社區住宅與商業大樓，並自營幸福市場與幸福大戲院。1971年，創辦幸德磚廠與欣榮鋼鐵廠。1974年創辦幸福水泥。
1987年任德明商業專科學校董事長，於2017年獲得私立學校第五屆十大傑出教育事業家。
1995年在台灣年度百大富豪中，排名第73。
2024年10月，陳兩傳於臺北辭世，享壽87歲，設靈於林口區幸福高爾夫鄉村俱樂部。

## 家庭
陳兩傳之弟謝兩家與謝陳碧蓮夫婦、姐張陳換皆為幸福水泥公司董事。
陳兩傳與妻子傅貴蘭（2014年辭世）之間育有一名獨生女陳韻如，畢業於美國杜蘭大學企管高階主管在職專班。2024年陳兩傳身故後，經董事會決議由女兒陳韻如接棒掌管幸福集團事業，其與三重幫其他企業體系、臺北市陳家班（陳萬富家族）都有深交。